# Mount Haslop
Mount Haslop är ett berg i Antarktis. Det ligger i Östantarktis. Argentina och Storbritannien gör anspråk på området. Toppen på Mount Haslop är 760 meter över havet.
Terrängen runt Mount Haslop är kuperad österut, men västerut är den platt. Trakten är obefolkad. Det finns inga samhällen i närheten.